# Sint-Martinuskerk (Linne)
De Sint-Martinuskerk is de parochiekerk van Linne in de Nederlandse provincie Limburg, gelegen bij Oeveren 9.

## Geschiedenis
In de 10e eeuw werd reeds melding gemaakt van een kerk te Linne, die vermoedelijk in (vroeg-)romaanse stijl was gebouwd. In een akte uit 1057 bevestigt de bisschop van Luik de schenking van de kerk van Linne aan de bisschop van Utrecht.
In 1897 werd een neoromaans kerkgebouw gesticht, ontworpen door Caspar Franssen. Het was zijn eerste neoromaans ontwerp. 
Begin 1945 werd de kerktoren door de bezetter opgeblazen en ook werd een deel van de kerk verwoest. In 1950 was de herbouw voltooid. De toren kreeg toen echter een tentdak als spits in plaats van het oorspronkelijke rombisch dak. In 1992 raakte de toren opnieuw beschadigd, nu door een aardbeving. Bij herbouw herkreeg de spits zijn oorspronkelijke vorm.

## Gebouw
Het gebouw ligt nabij de Maas en diende tevens als baken voor de schippers. Het wordt omgeven door een kerkhof. Het is een bakstenen basilicale kerk met voorgebouwde vierkante toren, welke geflankeerd wordt door een rond traptorentje. De apsis is halfrond.
In de kerk bevindt zich een preekstoel in rococostijl van 1759, een 12e-eeuwse romaanse doopvont. Er zijn neogotische heiligenbeelden van 1860, en gebrandschilderde ramen van Max Weiss (1952 en 1955).
Kerk en een deel van de inventaris zijn geklasseerd als rijksmonument.

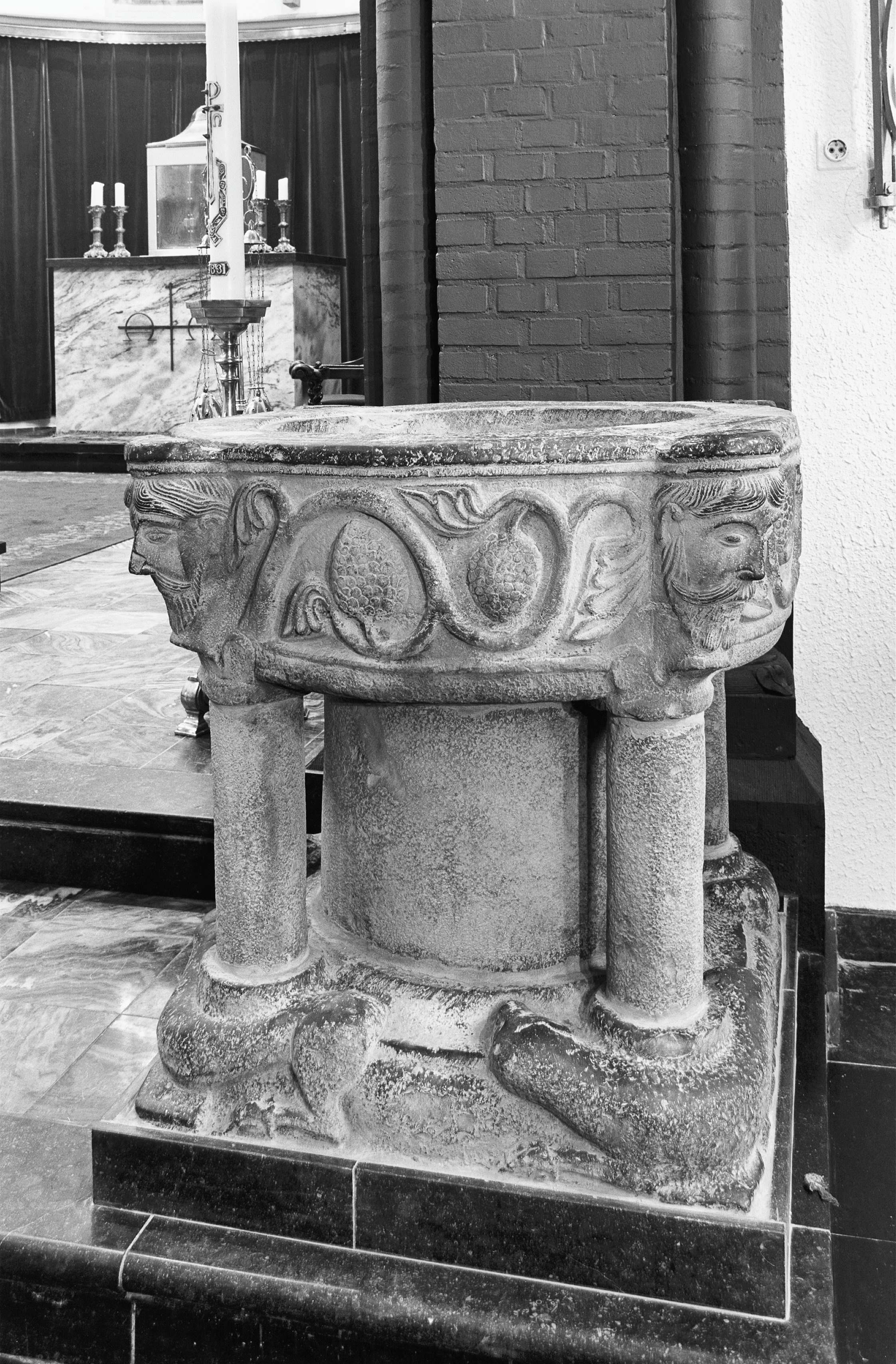
Doopvont